# Lynge Sogn (Sorø Kommune)
 For alternative betydninger, se Lynge Sogn. (Se også artikler, som begynder med Lynge Sogn)
Lynge Sogn er et sogn i Ringsted-Sorø Provsti (Roskilde Stift).
I 1800-tallet var Vester Broby Sogn anneks til Lynge Sogn. Begge sogne hørte til Alsted Herred i Sorø Amt. Lynge-Broby sognekommune blev ved kommunalreformen i 1970 indlemmet i Sorø Kommune.
I Lynge Sogn ligger Lynge Kirke.
I sognet findes følgende autoriserede stednavne:
- Borød-Flinterup (bebyggelse, ejerlav)
- Feldskov (areal, bebyggelse)
- Flaskehulen (bebyggelse)
- Frederiksberg (bebyggelse)
- Græsvænge (bebyggelse)
- Hammeren (bebyggelse)
- Hellede (bebyggelse)
- Horsebøg (areal)
- Hundekildehave (bebyggelse)
- Kongskilde (bebyggelse)
- Lindebjerg (bebyggelse, ejerlav)
- Lynge (bebyggelse, ejerlav)
- Lynge-Eskilstrup (bebyggelse, ejerlav)
- Nyrup Skov (areal, bebyggelse)
- Oldebjerg (bebyggelse, ejerlav)
- Ryttebjerget (bebyggelse)
- Rødeng (bebyggelse)
- Sletten (bebyggelse)
- Stenstrup (bebyggelse, ejerlav)
- Suserup (bebyggelse, ejerlav)
- Topshøj (bebyggelse, ejerlav)